# バンディクート科
バンディクート科（Peramelidae）は有袋類バンディクート形目の科。現生のほとんどのバンディクートが含まれる。オーストラリアとニューギニアに分布する。森林から砂漠まであらゆる環境に生息する種もいる。化石種は4種知られる。絶滅したブタアシバンディクートは他の種と違いが大きいことから、近年独立した科に移された。

## 特徴
バンディクートは小さい有袋類で、最小は体長15-17.5cmのマウスバンディクート、最大は体長39-59cm、体重4.7kg（ウサギと同サイズ）のジャイアントバンディクートである。肢と尾は短く、耳は小さめので、吻は長く尖る。
食性は雑食性で、地中性の無脊椎動物が食性の多くを占めるが、種子、果実、キノコなども食べる。歯は特殊化しておらず、ほとんどの種で歯式は{\displaystyle {\tfrac {5.1.3.4}{3.1.3.4}}}である。
メスは後方に開口する育児嚢を持ち、中には乳首が8つある。仔は成長する間ずっと乳首と結合しているため、1度に育児可能な仔の数は8匹までである。ただし通常は仔の数は1度に2～4匹である。バンディクート科の懐胎期は哺乳類の中でも最も短く、わずか12.5日である。仔は2ヶ月齢ほどで離乳する。このような短いサイクルのため、バンディクートのメスは繁殖期に複数回仔を産むことができ、他の有袋類に比べて非常に高い繁殖率となっている。

## 分類
以下のリストは現生種はWilson & Reeder's Mammal Species of the World 第3版 (2005)による。（Mammal Diversity Database と IUCN による変更部分を除く。）和名は川田ほか (2018)による。
- バンディクート科 Peramelidae
  - バンディクート亜科 Peramelinae
    - Crash†[3]
      - Crash bandicoot† (化石種)[4]

    - コミミバンディクート属 Isoodon
      - キンコミミバンディクート Isoodon auratus
      - シモフリコミミバンディクート Isoodon macrourus
      - チャイロコミミバンディクート Isoodon obesulus

    - バンディクート属 Perameles
      - ニシシマバンディクート Perameles bougainville
      - カタアカバンディクート Perameles eremiana† (絶滅種)
      - Perameles fasciata† (絶滅種)
      - ヒガシシマバンディクート Perameles gunnii
      - Perameles myosuros† (絶滅種)
      - ハナナガバンディクート Perameles nasuta
      - Perameles notina† (絶滅種)
      - Perameles papillon† (絶滅種)[5]
      - Perameles allinghamensis† (化石種)
      - Perameles bowensis† (化石種)
      - Perameles sobbei† (化石種)

  - ラフレーバンディクート亜科 Peroryctinae
    - ラフレーバンディクート属 Peroryctes
      - ジャイアントバンディクート Peroryctes broadbenti
      - ラフレーバンディクート Peroryctes raffrayana
      - cf. Peroryctes tedfordi† (化石種)
      - cf. Peroryctes sp.† (化石種)

  - トゲバンディクート亜科 Echymiperinae
    - トゲバンディクート属 Echymipera
      - アカトゲバンディクート Echymipera rufescens
      - クチジロトゲバンディクート Echymipera clara
      - ウィビムトゲバンディクート Echymipera echinista
      - トゲバンディクート Echymipera kalubu
      - キリウィナトゲバンディクート Echymipera davidi

    - マウスバンディクート属 Microperoryctes
      - マウスバンディクート Microperoryctes murina
      - オナガバンディクート Microperoryctes longicauda
      - Microperoryctes aplini
      - パプアオナガバンディクート Microperoryctes papuensis

    - セラムバンディクート属 Rhynchomeles
      - セラムバンディクート Rhynchomeles prattorum